# راس مارتین
راس مارتین (انگلیسی: Ross Martin؛ ۲۲ مارس ۱۹۲۰ – ۳ ژوئیهٔ ۱۹۸۱) یک هنرپیشه اهل ایالات متحده آمریکا بود.
از فیلم‌ها یا مجموعه‌های تلویزیونی که وی در آن‌ها نقش داشته است می‌توان به غرب وحشی وحشی اشاره نمود.